# ناحیه لسلی، میشیگان
ناحیه لسلی (به انگلیسی: Leslie Township) یک منطقهٔ مسکونی در ایالات متحده آمریکا است که در شهرستان اینگام، میشیگان واقع شده‌است.
 ناحیه لسلی ۹۰٫۷۸ کیلومتر مربع مساحت و ۲٬۳۸۹ نفر جمعیت دارد و ۲۸۹ متر بالاتر از سطح دریا واقع شده‌است.